# Cova da Menga
A Cova da Menga, ou dólmen da Menga, é um sepulcro megalítico em forma de galeria, localizado em Antequera, Espanha. Tem 25m de profundidade, quatro metros de altura e foi construído com 32 megálitos. Na actualidade, no interior, descobriu-se um poço, cuja origem se desconhece.

## UNESCO
Foi inscrito como Patrimônio Mundial da UNESCO por ser: "um dos mais marcantes trabalhos da Pré-História da Europa e um dos mais importantes exemplos do Megalitismo Europeu."
Fazem parte do conjunto:
- Dolmen de Menga
- Dolmen de Viera
- Dolmen El Romeral